# 阿洛伊代
在希臘神話中，阿洛伊代（希臘語：Αλοαδαι，英語：Aloadae）為波塞冬和伊菲美迪亚生育的巨人双胞胎。那兩人為奥图斯（Οτος）和厄菲阿尔忒斯（Επηιαλτες），他们曾想摧毁奥林匹斯山。而厄菲阿尔忒斯被阿波罗用箭射死。